# Адекунле, Исса
Усман Исса Адекунле (англ. Usman Issa Adekunle; 20 декабря 1997, Нигерия) — нигерийский футболист, нападающий клуба «Земплин».

## Карьера
Усман является воспитанником клуба «ГБС Академи».
В начале 2017 года нападающий подписал контракт со словацким «Тренчином». В составе нового клуба Адекунле дебютировал 25 февраля в игре со «Слованом» из Братиславы.